# Garderobe (Raum)
Als Garderobe (aus dem Französischen von „garder“ für bewachen und „robe“ für Kleid) wird ein Raum zur Aufbewahrung von Kleidung bezeichnet. Das bereits im 16. Jahrhundert in dieser Bedeutung im Deutschen nachweisbare Wort wird seit dem 17. Jahrhundert auch bildlich als Bezeichnung der aufbewahrten Kleidung verwendet.

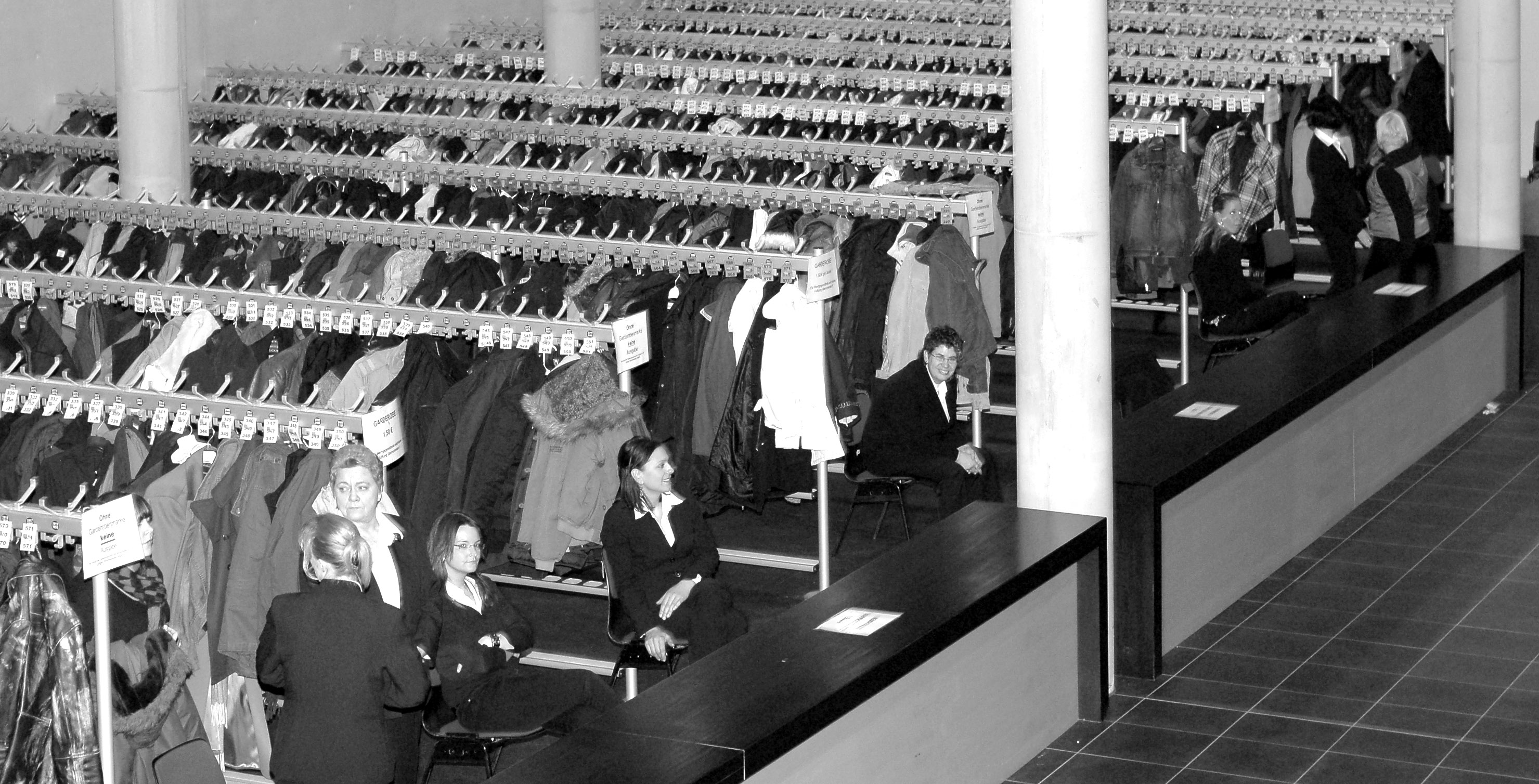
Garderobe der Hanns-Martin-Schleyer-Halle

## Private Garderoben

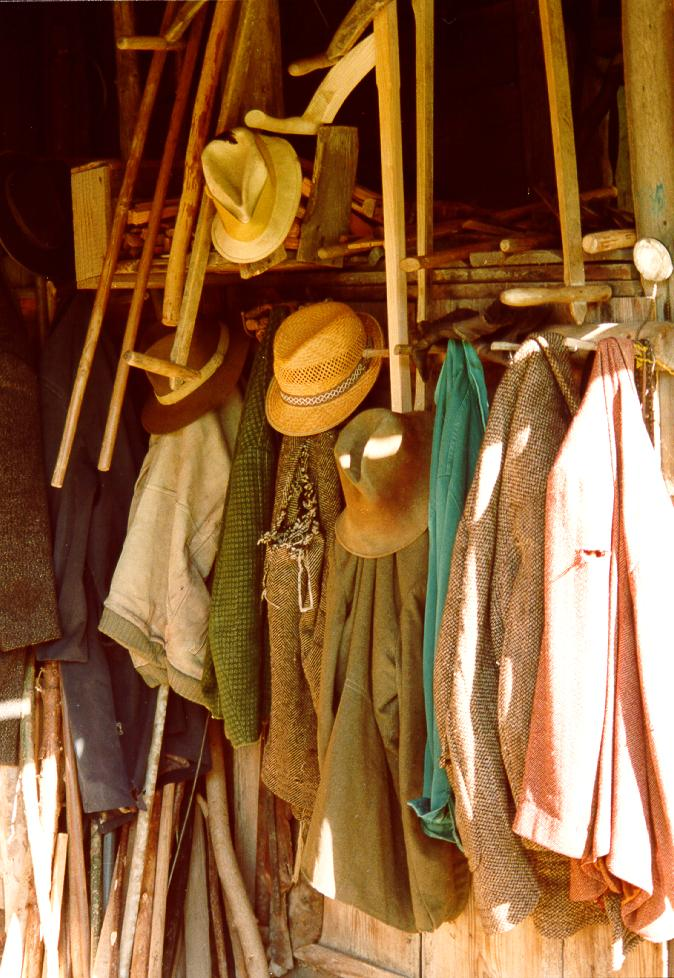
Bäuerliche Garderobe

Als Garderobe wird heute meist ein Zimmer einer Wohnung oder der Raum eines Wohnhauses bezeichnet, in dem die Bewohner und Besucher Kleidungsstücke oder auch Schuhe ablegen können, die sie im Haus nicht benötigen. Zum Teil wird auch nur das betreffende Möbelstück im Hausflur, wo sich diese Ablage befindet, als Garderobe bezeichnet.
Die Besuchergarderobe befindet sich oft nahe der Eingangstür. Besucher können dort zum Beispiel Stiefel, Jacken oder Mäntel und eventuell einen Regenschirm deponieren. Garderoben verfügen meist über einen Schirmständer, eine Hutablage und Spiegel. Am Boden befindet sich oft ein spezieller Bodenbelag, der Schmutz aufnimmt, damit dieser nicht unnötig in der Wohnung verteilt wird.
Garderobenräume zur ausschließlichen Nutzung für Bewohner des Hauses werden oft als „begehbarer Kleiderschrank“ bezeichnet.

## Öffentliche Garderoben

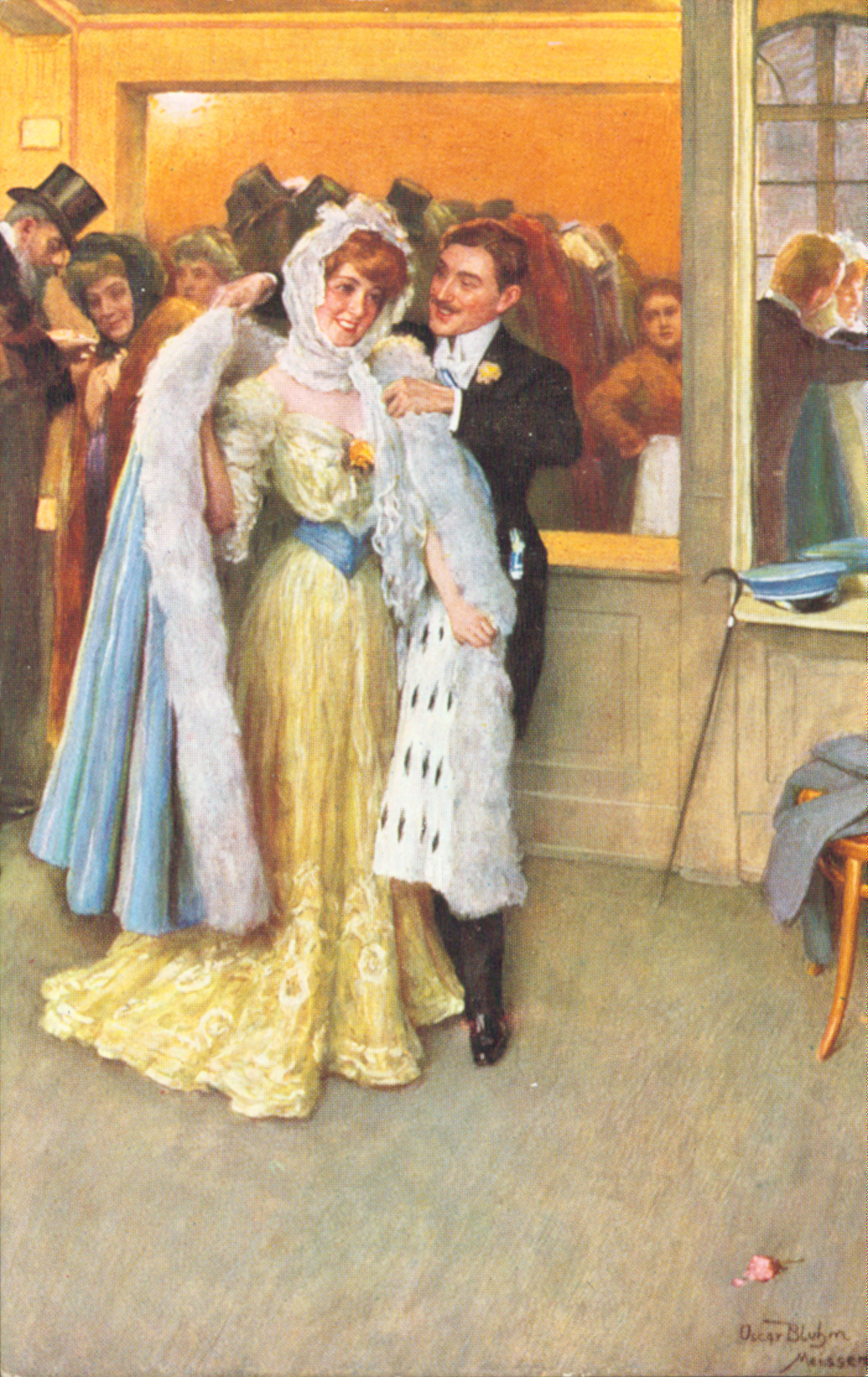
Theatergarderobe (Postkarte von Oscar Bluhm, um 1900)

Garderoben finden sich auch im Eingangsbereich zu Theatern, Diskotheken, Museen und anderen öffentlichen Gebäuden. Dort können Besucher Mäntel, Schirme und Gepäck abgeben. Sie erhalten dafür eine Garderobenmarke, die meist mit der Nummer des Kleiderhakens versehen ist, an den der Mantel gehängt wurde. Manchmal ist auch für jeden Platz des Theaters genau ein Garderobenhaken mit gleicher Nummer vorhanden, so dass das Theaterbillet als Garderobenmarke dient. Gegen Vorweis dieser Garderobenmarke erhalten die Besucher vor dem Verlassen des Gebäudes ihre verwahrten Stücke wieder zurück. Der Beruf der „Garderobiere“ (also die Person, die Mäntel entgegennimmt und wieder zurückgibt) galt lange als typisch weiblich, wird aber heute auch von Männern ausgeführt. Die Aufbewahrung kann gegen Bezahlung oder gratis angeboten werden.
Die Garderobe wird so zuweilen zu einem wichtigen Bestandteil der Einnahmen eines Theaters oder Veranstalters. Im 19. Jahrhundert und frühen 20. Jahrhundert wurde der Garderobenbetrieb sogar regelmäßig an spezielle Unternehmer verpachtet. Oft besteht aus diesen kommerziellen Gründen, aber auch aus Sicherheits- und Sauberkeitsgründen auch Garderobenzwang: Mäntel, Schirme und Taschen über einer bestimmten Größe dürfen oft nicht mit in den Zuschauerraum eines Theaters mitgenommen werden. In verschiedenen Ländern sind Theatergarderoben sehr verschieden ausgeprägt: in England beispielsweise gibt es oft keine bemannten Garderoben und nur einen kleinen unbewachten Raum mit Haken, in dem Mäntel und Schirme aufbewahrt werden können. Die meisten Besucher nehmen dann ihre Mäntel in den Zuschauerraum mit und verstauen sie z. B. unter dem Sitz.
Neben von Menschen betriebenen Garderoben gibt es in vielen Theatern, Museen, Bibliotheken, Sportstätten und anderen öffentlichen Gebäuden Schließfach-Systeme (oft mit Pfandsystem), die Garderobenfunktion erfüllen.
In Kindergärten und vor Klassenzimmern in Schulen werden hingegen Garderoben verwendet, die privaten Garderoben ähneln und ohne Personal (Garderobieren) oder Schließfächer auskommen.